# Neva Jane Langley
Neva Jane Langley (Lakeland, 25 gennaio 1933 – Macon, 18 novembre 2012) è stata una modella statunitense, eletta Miss America 1954. Al momento dell'elezione, la Langley era una studentessa del Wesleyan College di Macon in Georgia dove era un membro della sorority Alpha Delta Pi. In ordine cronologico, la modella fu eletta Miss Macon, Miss Georgia, ed alla fine Miss America nel 1953.